# Hrabia Julian i król Roderyk
Hrabia Julian i król Roderyk – powieść historyczna Teodora Parnickiego napisana w 1934. Jej akcja rozgrywa się w Królestwie Wizygotów na początku VIII wieku.

## O powieści
Powieść została napisana w 1934 na konkurs ogłoszony przez krakowski Ilustrowany Kurier Codzienny. Nie zdobyła na nim żadnej nagrody ani wyróżnienia. Maszynopis zaginął w redakcji czasopisma. Autor opublikował z rękopisu w lwowskich Sygnałach wydanych z okazji jubileuszu Targów Wschodnich czwarty rozdział powieści, zatytułowany Królowa. Rękopis odnaleziony po czterdziestu latach został wydany w Poznaniu w 1976. Fabuła utworu opiera się na starej legendzie o rozwiązłym królu wizygockim Roderyku, zhańbionej przez niego Floryndzie i jej ojcu hrabim Julianie, który w akcie zemsty wezwał z Afryki Arabów, nie spodziewając się krok ten doprowadzi do upadku królestwa.
Parnicki wspominał, że jego fascynacja dziejami Wizygotów zaczęła się podczas nauki w gimnazjum polskim w Harbinie. Szkoła nie miała polskich podręczników, korzystano więc z rosyjskich. Otóż w podręczniku Iwanowa Istorija srednich wiekow natrafił na zdanie: Wrażdiebnaja karolu Rodrigu partija (Graf Julian) prizwała Arabow (Wrogie królowi Roderykowi stronnictwo (hrabia Julian) przywołało Arabów). Intrygowało go wówczas dlaczego Bóg pozwolił, że chrześcijańska Hiszpania tak łatwo wpadła w ręce garstki Arabów. I nagle dowiedział się, że to nie Bóg bezpośrednio sprawił, lecz przeciwne królowi stronnictwo sprowadziło do Hiszpanii Arabów, nie spodziewając się, co z tego wyniknie. Z wypożyczonego od księdza Eyssymonta dzieła historycznego Holzwartha, dowiedział się, że hrabia Julian powstał przeciw królowi, ponieważ ten zhańbił mu córkę, Floryndę. Dalej, że poprzednikiem Roderyka był król Wittiza, którego Roderyk strącił z tronu, że więc Roderyk był dla sporej części wielmożów wizygockich uzurpatorem. Pod wpływem tej swojej fascynacji piętnastoletni Parnicki postanowił napisać wielotomową powieść o upadku państwa Wizygotów. Wszystkie te młodzieńcze rojenia zrodziły króciutkie opowiadanie Hrabia Julian i zapomnianą powieść konkursową.